# 오스트레일리아계 캐나다인
오스트레일리아계 캐나다인은 오스트레일리아계 혈통을 가진 캐나다 시민 또는 거주자이다. 오스트레일리아계 캐나다인은 오스트레일리아 이민자, 오스트레일리아 이민자의 후손, 캐나다에 거주하는 오스트레일리아 국외 거주자 세 그룹으로 나뉜다. 2021년 인구조사에 따르면, 완전 또는 부분적으로 오스트레일리아 혈통을 주장한 캐나다인은 46,765명이었다. 역사적으로 대부분의 오스트레일리아계 캐나다인은 캐나다 서부 주에 거주했지만, 2016년에는 오스트레일리아 이민자들이 가장 선호하는 도시가 밴쿠버와 토론토였다. 오스트레일리아계 캐나다인의 수는 다른 나라에 비해 상당히 적지만, 캐나다에서 취업 비자로 일하는 오스트레일리아인의 수는 매우 많다.
두 나라는 가장 선진국에 속하며 역사적 연결, 언어, 유사한 관습을 공유한다. 또한 캐나다와 오스트레일리아는 모두 영연방 왕국으로서 찰스 3세를 국가원수로 모시고 있다.

## 역사
캐나다와 오스트레일리아는 모두 과거 영국 식민지였으며, 이는 양국 간 초기 이동 및 이주의 기반이 되었다. 그러나 19세기에는 주로 캐나다에서 오스트레일리아로 죄수들이 유배되면서 이동이 이루어졌다. 역사가들은 오스트레일리아계 캐나다인의 수가 상대적으로 적은 이유를 두 나라 모두 이민에 의존하고 영국 출신 이민자들을 놓고 경쟁했기 때문으로 본다.
1867년 캐나다 연방 결성 이후, 그리고 다시 1901년 오스트레일리아 연방 결성 이후, 양국 간 정부 관계가 강화되고 오스트레일리아에서 캐나다로의 이민이 증가했다. 1941년에는 오스트레일리아 태생 캐나다인이 2,800명이었는데, 대부분 캐나다 서부 주에 거주했다.
제2차 세계 대전 이후, 많은 오스트레일리아 전문직 종사자들이 경제적 기회를 찾아 캐나다로 이주하면서 오스트레일리아계 캐나다인의 수가 점진적으로 증가했다. 1960년대에는 캐나다와 오스트레일리아의 근무 조건이 비슷했지만, 캐나다의 임금이 더 높아서 당시 오스트레일리아 이민자들에게 매력적이었다. 따라서 1960년대에 오스트레일리아계 캐나다인의 수가 증가하여 1967년에는 일이나 교육을 위해 캐나다에 입국한 오스트레일리아인이 5천 명으로 정점을 찍었다. 1960년대부터 2000년까지 오스트레일리아의 경제가 침체되면 캐나다로 이주하는 오스트레일리아인의 수가 증가했고, 경제가 개선되면 감소했다. 1976년 캐나다 이민법 시행 이후, 캐나다인이 해당 역할에 자격이 있을 경우 외국인이 일자리를 찾기 어렵게 되면서 캐나다로 이주하는 오스트레일리아인의 수가 감소했다.
21세기에는 캐나다의 워킹 홀리데이 및 학생 비자가 쉬워지면서 강력한 오스트레일리아 국외 거주자 문화가 형성되었고, 2006년에서 2016년 사이에 캐나다에 거주하는 오스트레일리아인의 수가 두 배로 늘었다. 2015년 이후, 오스트레일리아와 캐나다, 그리고 영국과 뉴질랜드 간의 거주 이전의 자유 개방에 대한 지지와 논의가 있었으며, 이는 오스트레일리아인이 비자 신청 없이 캐나다에서 자유롭게 살고 일할 수 있는 권리를 부여하는 것을 허용할 것이다. 2016년 오스트레일리아계 캐나다인 중 23.5%는 2011년에서 2016년 사이에 도착했다.

## 인구 통계
2016년 캐나다 인구조사에서 42,315명이 오스트레일리아를 자신의 민족 출신으로 밝혔으며, 이 중 14,370명은 1세대 캐나다인, 16,410명은 2세대 캐나다인, 11,530명은 3세대 캐나다인이었다. 캐나다로 이주한 오스트레일리아인들이 가장 선호하는 도시는 밴쿠버와 토론토로, 각각 4,520명과 3,775명의 이민자 거주자가 있어 전체의 거의 절반을 차지한다.

### 이민 패턴: 오스트레일리아에서 태어나 캐나다로 이주한 사람들
|                          | 이민 기간   | 이민 기간             | 이민 기간             | 이민 기간             | 이민 기간             | 이민 기간             | 이민 기간                     |
| 거주 주/준주             | 1981년 이전 | 1981년부터 1990년까지 | 1991년부터 2000년까지 | 2001년부터 2005년까지 | 2006년부터 2010년까지 | 2011년부터 2016년까지 | 총 오스트레일리아 이민자 인구 |
| ------------------------ | ----------- | --------------------- | --------------------- | --------------------- | --------------------- | --------------------- | ----------------------------- |
| 앨버타주                 | 870         | 320                   | 425                   | 275                   | 425                   | 1,065                 | 3,360                         |
| 브리티시컬럼비아주       | 3,180       | 675                   | 1,060                 | 730                   | 1,055                 | 1,925                 | 8,605                         |
| 매니토바주               | 120         | 40                    | 55                    | 30                    | 45                    | 85                    | 370                           |
| 뉴브런즈윅주             | 30          | 10                    | 30                    | 30                    | -                     | 20                    | 110                           |
| 뉴펀들랜드 래브라도주    | -           | 10                    | -                     | -                     | 20                    | 25                    | 55                            |
| 노스웨스트 준주          | -           |                       | 10                    | -                     | 10                    |                       | 20                            |
| 노바스코샤주             | 95          | 20                    | 15                    | 40                    | 50                    | 35                    | 260                           |
| 누나부트 준주            | -           | -                     | -                     | -                     | -                     | -                     | -                             |
| 온타리오주               | 2,770       | 580                   | 780                   | 605                   | 815                   | 1,540                 | 7,080                         |
| 프린스에드워드아일랜드주 | 15          | -                     | 10                    | -                     | 10                    | -                     | 30                            |
| 퀘벡주                   | 320         | 80                    | 70                    | 45                    | 110                   | 200                   | 790                           |
| 서스캐처원주             | 125         | 50                    | 75                    | 20                    | 25                    | 85                    | 375                           |
| 유콘 준주                | 10          | 10                    | -                     | -                     | 20                    | 10                    | 50                            |
| 총 캐나다                | 7,695       | 1,595                 | 2,515                 | 1,780                 | 2,560                 | 4,965                 | 21,115                        |

출처: (캐나다 연방통계청, 2017)

### 오스트레일리아계 캐나다인 인구조사 데이터의 신뢰성
존 파월(John Powell, 2009)은 오스트레일리아계 캐나다인의 수가 19세기와 20세기 인구조사 데이터에 나타난 것보다 실제로 더 많았다고 주장했다. '민족 출신'의 측정은 해석 방식 때문에 캐나다 내 오스트레일리아인의 수를 과소평가할 수 있다. 예를 들어, 일부 사람들에게 '민족 출신'은 마지막 거주지나 부분적 혈통보다는 '가장 초기 조상의 국가'를 의미할 수 있다. 오스트레일리아는 이민자들의 나라이기 때문에, 오스트레일리아에서 캐나다로 온 많은 이민자들이 이전에 오스트레일리아로 이민을 왔거나 1세대 오스트레일리아인일 수 있다고 주장된다.
오스트레일리아계 캐나다인에 대한 인구조사 데이터의 과소평가에 기여한다고 주장되는 또 다른 요인은 두 나라의 문화적 유사성이다. 문화가 유사하고 민족적 차이가 눈에 띄지 않기 때문에, 개인들이 자신의 오스트레일리아 유산과 덜 동일시하고 따라서 설문 조사에서 이를 '민족 출신'으로 보고하지 않을 수 있다고 주장된다.

## 캐나다의 오스트레일리아 국외 거주자 커뮤니티
캐나다의 오스트레일리아 국외 거주자(expats)는 캐나다에 일시적 또는 영구적으로 거주하는 오스트레일리아 시민을 의미한다. 이 그룹은 영주권자가 아닌 워킹 홀리데이 비자나 학생 비자로 캐나다에 거주하는 경우가 많기 때문에 인구조사 데이터에 완전히 반영되지 않는다.
캐나다 전역에는 스포츠 행사 및 사교 활동을 통해 오스트레일리아 공동체가 형성될 수 있도록 하는 여러 국외 거주자 그룹이 있다. 오스트레일리아 풋볼 리그(AFL) 경기는 6개 캐나다 주에서 열리지만, 오타와와 온타리오에서 가장 인기가 많다.

### 워킹 홀리데이
국제 경험 캐나다(IEC) 취업 허가는 젊은이들이 캐나다에서 최대 24개월 동안 일하고 여행할 수 있도록 한다. 상호 청소년 이동 협정(Reciprocal Youth Mobility Agreement)에 따라 18세에서 35세 사이의 오스트레일리아인은 IEC 비자를 신청할 자격이 있다. 이전에는 상한 연령이 30세였지만, 2019년 IEC 시즌에 35세로 상향 조정되었다.
오스트레일리아인에게는 세 가지 IEC 범주가 있다.
1. 워킹 홀리데이: 비자 소지자가 고용주와 장소를 변경할 수 있도록 한다. 이는 오스트레일리아인에게 가장 인기 있는 IEC 허가이다.
2. 영 프로페셔널: 이 비자 소지자는 신청 전에 직업을 얻어야 하며, 이는 숙련된 직업으로 간주되어야 하며 후보자의 확립된 경력 경로, 전문 분야 또는 학업 분야에 속해야 한다.
3. 국제 협동 과정 (인턴십): 오스트레일리아 학생들이 캐나다에서 직장 체험 및 고등 교육 학점 취득을 위해 직장 배치를 완료할 수 있도록 한다.

오스트레일리아는 신청자들이 할당량에 따라 선정되지 않는 유일한 IEC 국가이며, 이는 무제한의 IEC 취업 허가를 받는다는 것을 의미한다. 오스트레일리아인은 캐나다 IEC 워킹 홀리데이 방문객 전체의 17.7%를 차지하며, 이는 시민권 국가 중 가장 높은 순위이다. 워킹 홀리데이로 오스트레일리아인들이 가장 선호하는 목적지는 휘슬러와 밴프이다. 오스트레일리아 역시 워킹 홀리데이로 캐나다인들에게 매우 인기 있는 목적지이며, 이는 목적지 인기의 상호성을 강조한다.

### 캐나다의 오스트레일리아인 학생들
캐나다 유학 허가는 오스트레일리아 학생들이 대학이나 칼리지 학위 기간 동안 임시 거주자가 될 수 있도록 한다. 2018년에는 캐나다에 거주하는 유학 허가 소지 오스트레일리아인이 710명이었다. 2000년 이후 캐나다 유학 허가 소지 오스트레일리아인 수가 가장 많았던 해는 2001년으로, 1210명의 학생이 있었다. 그러나 유학 허가가 교환 학생 프로그램에 참여하는 데 필요하지 않으므로, 캐나다에 있는 오스트레일리아인 학생의 총수는 훨씬 더 많다. 오스트레일리아와 캐나다 문화의 유사성은 오스트레일리아 학생들이 캐나다에서 유학을 선택하는 강력한 이유이다. 또한 캐나다 정책은 국제 교육 전략의 일환으로 오스트레일리아인들이 학업을 마친 후에도 캐나다에 계속 거주할 기회를 제공한다.

#### 국제 유학 프로그램
모든 오스트레일리아 대학에 다니는 오스트레일리아 학생들은 유학 프로그램을 이용할 수 있으며, 이를 통해 학생들은 유학 허가 없이도 오스트레일리아 학위의 일부로 캐나다 대학에서 최대 1년 동안 공부할 수 있다. 2001년에는 해외에서 유학하는 오스트레일리아 학생 전체의 15.7%가 캐나다에 있었지만, 아시아 국가들의 유학 목적지로서의 인기가 증가하면서 이 수치는 감소했다. 2012년에는 1,277명의 오스트레일리아 학생만이 캐나다로 교환 학생을 갔다. 2015년에는 캐나다에 있는 오스트레일리아 교환 학생의 3분의 2가 인문학 또는 비즈니스 관련 과정을 공부하고 있었다.
현재 오스트레일리아와 캐나다 정부 모두에서 캐나다 내 오스트레일리아 학생들을 위한 자금 및 장학금 기회가 제공되고 있다. 여기에는 학비 지원 장학금, 펠로우십, 연구 보조금이 포함된다. 또한 양국 정부는 오스트레일리아인들이 대학 학위의 일부로 캐나다에서 참여할 수 있는 기관 간 파트너십을 지원하고 있다.

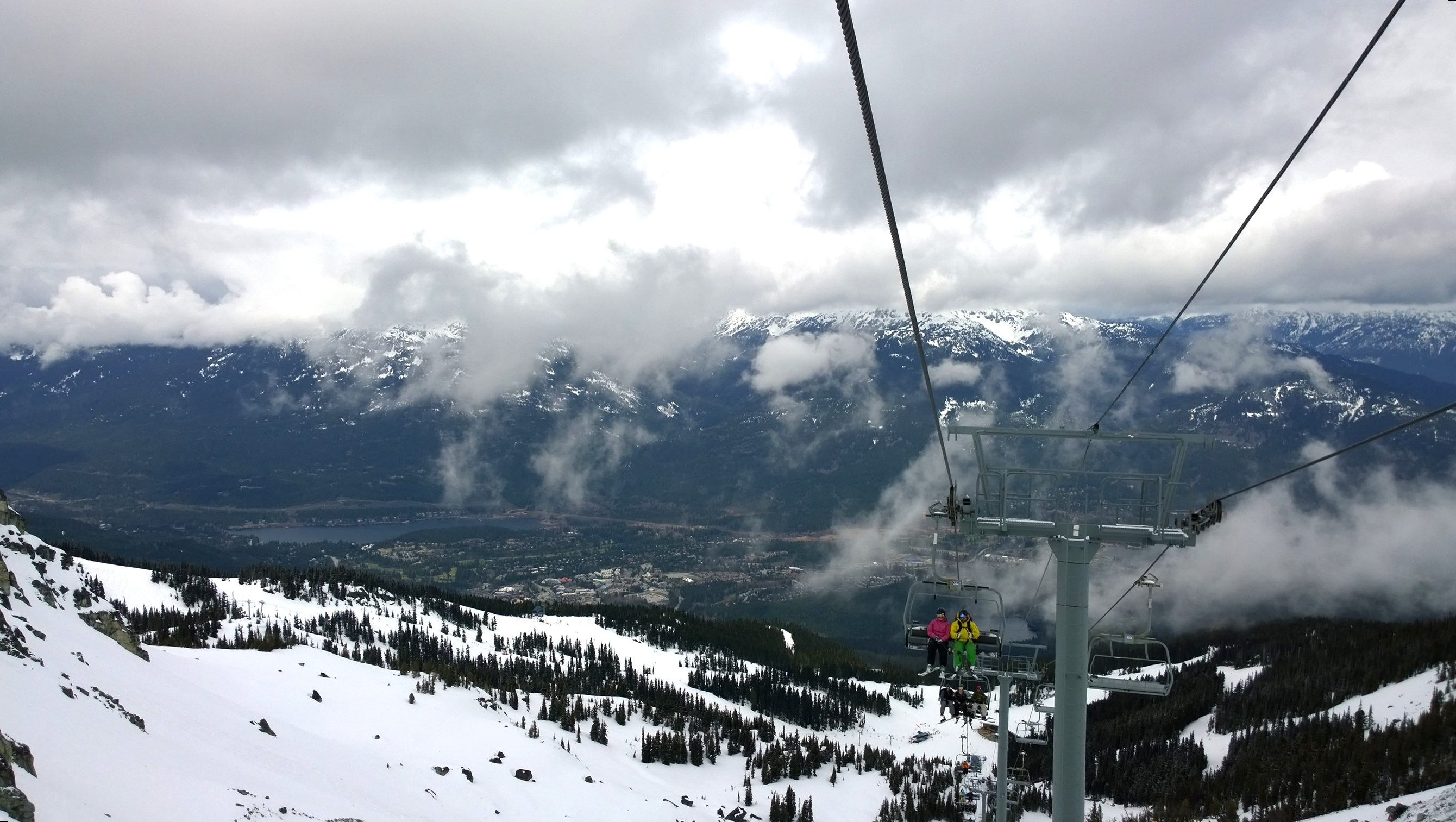
휘슬러 블랙콤 스키 리조트의 체어리프트에서 본 풍경, 2014년

### 브리티시컬럼비아의 오스트레일리아인 존재
휘슬러 마을은 오스트레일리아인들이 모여 사는 곳이며, 강한 오스트레일리아 문화가 존재하여 '리틀 오스트레일리아'라고 불리기도 한다. 오스트레일리아 알파인 스키 선수 조노 브라우어는 2010년 인터뷰에서 이 스키 마을을 "휘스트랄리아(Whistralia)"라고 불렀으며, 이는 이후 별명이 되었다. 2010년에는 오스트레일리아인들이 휘슬러-블랙콤 스키 리조트 인력의 34%를 차지하는 것으로 추정되었다. 미트 파이, 팀 탐스, 베지마이트와 같은 오스트레일리아 과자들이 휘슬러의 슈퍼마켓에서 판매되며, 오스트레일리아의 날은 여러 펍에서 조직적인 파티 행사를 열며 기념된다.

## 저명한 오스트레일리아계 캐나다인

### 음악가
| 이름                 | 출생-사망   | 특징                                                                               | 오스트레일리아와의 연관성 | 캐나다와의 연관성                       |
| -------------------- | ----------- | ---------------------------------------------------------------------------------- | ------------------------- | --------------------------------------- |
| 하워드 레이턴-브라운 | 1918 – 2017 | 음악가 및 음악 교육자                                                              | 오스트레일리아에서 태어남 | 1952년 캐나다로 이주, 리자이나에서 사망 |
| 레이철 카발료        | 1907 – 2002 | 피아니스트 및 음악 교육자                                                          | 오스트레일리아에서 태어남 | 1948년 캐나다로 이주                    |
| 윌리엄 맥키          | 1901 – 1984 | 음악가, 웨스트민스터 사원의 감독이자 엘리자베스 여왕의 결혼식과 대관식 음악 제작자 | 오스트레일리아에서 태어남 | 1963년 캐나다로 이주, 오타와에서 사망   |

### 스포츠
| 이름          | 출생-사망   | 특징                                         | 오스트레일리아와의 연관성          | 캐나다와의 연관성    |
| ------------- | ----------- | -------------------------------------------- | ---------------------------------- | -------------------- |
| 토미 던더데일 | 1887 – 1960 | 캐나다의 프로 아이스하키 선수                | 오스트레일리아에서 태어남          | 1894년 캐나다로 이주 |
| 스티브 배저   | 1956 –      | 수영 선수, 오스트레일리아와 캐나다 모두 대표 | 뉴사우스웨일스주 시드니에서 태어남 | 1974년 캐나다로 이주 |

### 예술가
| 이름               | 출생-사망   | 특징                   | 오스트레일리아와의 연관성          | 캐나다와의 연관성               |
| ------------------ | ----------- | ---------------------- | ---------------------------------- | ------------------------------- |
| 콜린 본            | 1931 – 2000 | 건축가이자 도시 활동가 | 뉴사우스웨일스주 시드니에서 태어남 | 1950년대 퀘벡주 몬트리올로 이주 |
| 존 해밀턴 앤드루스 | 1933 –      | 건축가                 | 오스트레일리아에서 태어남          | 1958년 캐나다로 이주            |

### 작가 및 학자
| 이름                   | 출생-사망   | 특징                                                                  | 오스트레일리아와의 연관성                                               | 캐나다와의 연관성                                |
| ---------------------- | ----------- | --------------------------------------------------------------------- | ----------------------------------------------------------------------- | ------------------------------------------------ |
| 토머스 그리피스 테일러 | 1880 – 1963 | 시드니 대학교의 지리학 초대 교수, 1935년 토론토 대학교의 지리학 교수. | 1883년 영국에서 오스트레일리아로 이주, 뉴사우스웨일스주 시드니에서 성장 | 1935년 캐나다로 이주                             |
| 자넷 터너 호스피털     | 1942 –      | 작가이자 여러 캐나다 대학의 교수                                      | 오스트레일리아에서 태어남                                               | 캐나다에 거주                                    |
| 몰리 길런              | 1908 – 2009 | 역사가이자 작가                                                       | 뉴사우스웨일스주 시드니에서 태어남                                      | 1941년 캐나다로 이주, 온타리오주 토론토에서 사망 |

### 사업, 정치 및 공공 서비스
| 이름              | 출생-사망   | 특징                                                                    | 오스트레일리아와의 연관성                                         | 캐나다와의 연관성                                          |
| ----------------- | ----------- | ----------------------------------------------------------------------- | ----------------------------------------------------------------- | ---------------------------------------------------------- |
| 존 피터 리 로버츠 | 1930 –      | 음악가 및 문화 정책 고문, 캐나다 훈장 회원(1981) 및 장교(1995) 수상     | 오스트레일리아에서 태어남                                         | 1955년 캐나다로 이주                                       |
| 애덤 본           | 1961 –      | 캐나다 자유당 정치인, 현재 국회의원 (스파디나-포트 요크)                | 오스트레일리아인 아버지 (콜린 본)                                 | 캐나다에서 태어남                                          |
| 헬렌 쿠퍼         | 1946 –      | 캐나다 정치인, 전 킹스턴 시장                                           | 오스트레일리아에서 태어남                                         | 어린 시절 캐나다로 이주                                    |
| 유리 리스 풀머    | 1974 –      | 박애주의자 및 기업가                                                    | 어머니는 오스트레일리아인, 웨스턴오스트레일리아주 퍼스에서 태어남 | 아버지는 캐나다인, 1992년 브리티시컬럼비아주 밴쿠버로 이주 |
| 존 베스트         | 1861 – 1923 | 캐나다 보수당 및 연합당 정치인, 전 더퍼린 국회의원                      | 오스트레일리아에서 태어남                                         | 캐나다로 이주                                              |
| 케이티 텔포드     | 1978 –      | 공무원, 쥐스탱 트뤼도 총리의 비서실장                                   | 오스트레일리아인 아버지                                           | 캐나다에서 태어남                                          |
| 앤드루 윌킨슨     | 1957/58 –   | 밴쿠버-퀼시나 주의회 의원, BC 자유당 대표 및 브리티시컬럼비아 야당 대표 | 브리즈번에서 태어남                                               | 4세 때 브리티시컬럼비아로 이주, 캐나다 시민이 됨           |

### 배우
| 이름          | 출생-사망 | 특징 | 오스트레일리아와의 연관성 | 캐나다와의 연관성                                  |
| ------------- | --------- | ---- | ------------------------- | -------------------------------------------------- |
| 헬렌 조이     | 1978 –    | 배우 | 오스트레일리아에서 태어남 | 브리티시컬럼비아주 밴쿠버로 이주                   |
| 피터 키라니스 | 1967 –    | 성우 | 오스트레일리아에서 태어남 | 브리티시컬럼비아주 밴쿠버로 이주, 캐나다 시민이 됨 |
| 스콧 맥닐     | 1962 –    | 성우 | 오스트레일리아에서 태어남 | 브리티시컬럼비아주 밴쿠버로 이주, 캐나다 시민이 됨 |

## 같이 보기
- Australia–Canada relations
- 캐나다 연방통계청
- Canadian Australians
- New Zealand Canadians
- CANZUK
- Little Australia